# 费尔南多·阿尔蒂马尼
费尔南多·阿尔蒂马尼（義大利語：Fernando Altimani，1893年12月8日—1963年1月1日），意大利男子田径运动员。他曾代表意大利参加1912年夏季奥林匹克运动会田径比赛，获得男子10公里竞走铜牌。